# Elezioni amministrative in Italia del 1966
Il 12-13 giugno ed il 27-28 novembre 1966 in Italia si tennero le elezioni per il rinnovo di alcuni consigli comunali e provinciali.

## Elezioni comunali di giugno

### Genova
| Liste                                                   | Voti    | %     | Seggi |
| ------------------------------------------------------- | ------- | ----- | ----- |
| Partito Comunista Italiano (PCI)                        | 170.405 | 32,11 | 27    |
| Democrazia Cristiana (DC)                               | 142.120 | 26,78 | 22    |
| Partito Socialista Italiano (PSI)                       | 78.125  | 14,72 | 12    |
| Partito Liberale Italiano (PLI)                         | 59.048  | 11,12 | 9     |
| Partito Socialista Democratico Italiano (PSDI)          | 43.364  | 8,17  | 7     |
| Movimento Sociale Italiano (MSI)                        | 16.514  | 3,11  | 2     |
| Partito Socialista Italiano di Unità Proletaria (PSIUP) | 9.975   | 1,88  | 1     |
| Partito Repubblicano Italiano (PRI)                     | 5.935   | 1,12  | -     |
| Pensionati d'Italia                                     | 5.173   | 0,97  | -     |
| Totale                                                  | 530.659 |       | 80    |

### Forlì
| Liste                                                   | Voti   | %    | Seggi |
| ------------------------------------------------------- | ------ | ---- | ----- |
| Partito Comunista Italiano (PCI)                        | 27.058 | 40,9 | 18    |
| Democrazia Cristiana (DC)                               | 13.188 | 20,0 | 8     |
| Partito Repubblicano Italiano (PRI)                     | 12.165 | 18,4 | 8     |
| Partito Socialista Italiano (PSI)                       | 3.930  | 5,9  | 2     |
| Partito Liberale Italiano (PLI)                         | 2.346  | 3,5  | 1     |
| Movimento Sociale Italiano (MSI)                        | 2.302  | 3,5  | 1     |
| Partito Socialista Democratico Italiano (PSDI)          | 2.177  | 3,3  | 1     |
| Partito Socialista Italiano di Unità Proletaria (PSIUP) | 1.997  | 3,0  | 1     |
| Altri                                                   | 1.009  | 1,5  | -     |
| Totale                                                  |        |      | 40    |

### Firenze
| Liste                                                    | Voti    | %    | Seggi |
| -------------------------------------------------------- | ------- | ---- | ----- |
| Partito Comunista Italiano (PCI)                         | 104.820 | 35,2 | 22    |
| Democrazia Cristiana (DC)                                | 85.335  | 28,6 | 18    |
| Partito Socialista Italiano (PSI)                        | 30.945  | 10,9 | 7     |
| Partito Liberale Italiano (PLI)                          | 30.945  | 10,4 | 7     |
| Partito Socialista Democratico Italiano (PSDI)           | 22.102  | 7,4  | 4     |
| Movimento Sociale Italiano (MSI)                         | 10.707  | 3,6  | 2     |
| Partito Socialista Italiano di Unità Proletaria (PSIUP)  | 6.208   | 2,1  | 1     |
| Partito Repubblicano Italiano (PRI)                      | 2.828   | 0,9  | -     |
| Partito Democratico Italiano di Unità Monarchica (PDIUM) | 2.075   | 0,7  | -     |
| Altri                                                    | 452     | 0,1  | -     |
| Totale                                                   | 301.038 |      | 60    |

### Pisa
| Liste                                                   | Voti   | %     | Seggi |
| ------------------------------------------------------- | ------ | ----- | ----- |
| Partito Comunista Italiano (PCI)                        | 21.264 | 32,24 | 14    |
| Democrazia Cristiana (DC)                               | 19.064 | 28,82 | 12    |
| Partito Socialista Italiano (PSI)                       | 7.878  | 11,94 | 5     |
| Movimento Sociale Italiano (MSI)                        | 5.552  | 8,36  | 3     |
| Partito Socialista Democratico Italiano (PSDI)          | 4.400  | 6,67  | 2     |
| Partito Liberale Italiano (PLI)                         | 4.238  | 6,42  | 2     |
| Partito Repubblicano Italiano (PRI)                     | 2.042  | 3,09  | 1     |
| Partito Socialista Italiano di Unità Proletaria (PSIUP) | 1.568  | 2,37  | 1     |
| Totale                                                  |        |       |       |

### Ascoli Piceno
| Liste                                                    | Voti   | %    | Seggi |
| -------------------------------------------------------- | ------ | ---- | ----- |
| Democrazia Cristiana (DC)                                | 12.267 | 40,1 | 18    |
| Partito Comunista Italiano (PCI)                         | 4.845  | 15,9 | 7     |
| Movimento Sociale Italiano (MSI)                         | 2.619  | 8,6  | 3     |
| Partito Socialista Democratico Italiano (PSDI)           | 2.477  | 8,1  | 3     |
| Partito Socialista Italiano di Unità Proletaria (PSIUP)  | 2.296  | 7,5  | 3     |
| Partito Socialista Italiano (PSI)                        | 2.256  | 7,4  | 3     |
| Partito Liberale Italiano (PLI)                          | 1.332  | 4,4  | 1     |
| Partito Repubblicano Italiano (PRI)                      | 1.119  | 3,7  | 1     |
| Partito Democratico Italiano di Unità Monarchica (PDIUM) | 656    | 2,1  | -     |
| Altri                                                    | 688    | 2,2  | 1     |
| Totale                                                   | 30.555 |      | 40    |

### Roma
| Liste                                                    | Voti      | %     | Seggi |
| -------------------------------------------------------- | --------- | ----- | ----- |
| Democrazia Cristiana (DC)                                | 437.138   | 30,77 | 26    |
| Partito Comunista Italiano (PCI)                         | 359.434   | 25,30 | 21    |
| Partito Liberale Italiano (PLI)                          | 151.829   | 10,69 | 9     |
| Partito Socialista Democratico Italiano (PSDI)           | 136.164   | 9,59  | 8     |
| Movimento Sociale Italiano (MSI)                         | 131.971   | 9,29  | 7     |
| Partito Socialista Italiano (PSI)                        | 108.239   | 7,62  | 6     |
| Partito Democratico Italiano di Unità Monarchica (PDIUM) | 32.838    | 2,31  | 1     |
| Partito Socialista Italiano di Unità Proletaria (PSIUP)  | 29.637    | 2,09  | 1     |
| Partito Repubblicano Italiano (PRI)                      | 24.301    | 1,71  | 1     |
| Altri                                                    | 8.956     | 0,63  | -     |
| Totale                                                   | 1.420.507 |       | 80    |

### Bari
| Liste                                                    | Voti    | %     | Seggi |
| -------------------------------------------------------- | ------- | ----- | ----- |
| Democrazia Cristiana (DC)                                | 61.871  | 37,16 | 24    |
| Partito Comunista Italiano (PCI)                         | 28.096  | 16,87 | 11    |
| Partito Socialista Italiano (PSI)                        | 22.583  | 13,56 | 8     |
| Movimento Sociale Italiano (MSI)                         | 17.575  | 10,55 | 6     |
| Partito Socialista Democratico Italiano (PSDI)           | 15.514  | 9,32  | 6     |
| Partito Liberale Italiano (PLI)                          | 9.291   | 5,58  | 3     |
| Partito Democratico Italiano di Unità Monarchica (PDIUM) | 4.471   | 2,68  | 1     |
| Partito Socialista Italiano di Unità Proletaria (PSIUP)  | 4.270   | 2,56  | 1     |
| Partito Repubblicano Italiano (PRI)                      | 2.532   | 1,52  | -     |
| Totale                                                   | 166.503 |       | 60    |

### Foggia
| Liste                                                    | Voti   | %    | Seggi |
| -------------------------------------------------------- | ------ | ---- | ----- |
| Democrazia Cristiana (DC)                                | 25.512 | 41,4 | 22    |
| Partito Comunista Italiano (PCI)                         | 10.565 | 17,2 | 9     |
| Partito Socialista Italiano (PSI)                        | 6.795  | 11,0 | 5     |
| Partito Socialista Democratico Italiano (PSDI)           | 5.711  | 9,3  | 5     |
| Partito Liberale Italiano (PLI)                          | 3.455  | 5,6  | 3     |
| Movimento Sociale Italiano (MSI)                         | 3.418  | 5,5  | 2     |
| Partito Democratico Italiano di Unità Monarchica (PDIUM) | 3.066  | 5,0  | 2     |
| Partito Socialista Italiano di Unità Proletaria (PSIUP)  | 1.642  | 2,7  | 1     |
| Partito Repubblicano Italiano (PRI)                      | 1.435  | 2,3  | 1     |
| Totale                                                   | 61.602 |      | 50    |

## Elezioni comunali di novembre

### Trieste
| Liste                                                         | Voti | %      | Seggi |
| ------------------------------------------------------------- | ---- | ------ | ----- |
| Democrazia Cristiana (DC)                                     |      | 31,87  | 21    |
| Partito Comunista Italiano (PCI)                              |      | 20,08  | 13    |
| Partito Socialista Unificato (PSU)                            |      | 12,32  | 8     |
| Partito Liberale Italiano (PLI)                               |      | 12,02  | 7     |
| Movimento Sociale Italiano (MSI)                              |      | 10,41  | 6     |
| Movimento per l'Indipendenza del Territorio Libero di Trieste |      | 4,40   | 2     |
| Unione Democratica Slovena (UDS)                              |      | 2,55   | 1     |
| Partito Repubblicano Italiano (PRI)                           |      | 2,21   | 1     |
| Partito Socialista Italiano di Unità Proletaria (PSIUP)       |      | 2,10   | 1     |
| Unione Triestina                                              |      | 1,52   | -     |
| Unione Nuova Europa                                           |      | 0,52   | -     |
| Totale                                                        |      | 100,00 | 60    |

### Ravenna
| Liste                                                   | Voti   | %    | Seggi |
| ------------------------------------------------------- | ------ | ---- | ----- |
| Partito Comunista Italiano (PCI)                        | 34.258 | 41,2 | 22    |
| Partito Repubblicano Italiano (PRI)                     | 21.698 | 26,1 | 13    |
| Democrazia Cristiana (DC)                               | 13.912 | 16,8 | 8     |
| Partito Socialista Unificato (PSU)                      | 6.341  | 7,6  | 4     |
| Partito Socialista Italiano di Unità Proletaria (PSIUP) | 3.160  | 3,8  | 2     |
| Partito Liberale Italiano (PLI)                         | 2.272  | 2,7  | 1     |
| Movimento Sociale Italiano (MSI)                        | 1.494  | 1,8  | -     |
| Totale                                                  | 83.135 |      | 50    |

### Massa
| Liste                                                   | Voti | %    | Seggi |
| ------------------------------------------------------- | ---- | ---- | ----- |
| Democrazia Cristiana (DC)                               |      | 35,1 | 15    |
| Partito Comunista Italiano (PCI)                        |      | 19,1 | 8     |
| Partito Socialista Unificato (PSU)                      |      | 18,2 | 8     |
| Partito Repubblicano Italiano (PRI)                     |      | 8,9  | 3     |
| Movimento Sociale Italiano (MSI)                        |      | 5,5  | 2     |
| Socialisti Autonomisti                                  |      | 4,9  | 2     |
| Partito Socialista Italiano di Unità Proletaria (PSIUP) |      | 3,9  | 1     |
| Partito Liberale Italiano (PLI)                         |      | 2,4  | 1     |
| Altri                                                   |      | 1,8  | -     |
| Totale                                                  |      |      | 40    |

## Elezioni provinciali di giugno

### Provincia di Forlì
| Liste                                                   | Voti    | %    | Seggi |
| ------------------------------------------------------- | ------- | ---- | ----- |
| Partito Comunista Italiano (PCI)                        | 136.859 | 41,2 | 13    |
| Democrazia Cristiana (DC)                               | 90.209  | 27,2 | 8     |
| Partito Repubblicano Italiano (PRI)                     | 33.177  | 10,0 | 3     |
| Partito Socialista Italiano (PSI)                       | 23.872  | 7,2  | 2     |
| Partito Socialista Italiano di Unità Proletaria (PSIUP) | 16.251  | 4,9  | 1     |
| Partito Socialista Democratico Italiano (PSDI)          | 12.399  | 3,7  | 1     |
| Movimento Sociale Italiano (MSI)                        | 8.916   | 2,7  | 1     |
| Partito Liberale Italiano (PLI)                         | 8.805   | 2,6  | 1     |
| Altri                                                   | 1.629   | 0,5  | -     |
| Totale                                                  |         |      | 30    |

### Provincia di Roma
| Liste                                                    | Voti      | %    | Seggi |
| -------------------------------------------------------- | --------- | ---- | ----- |
| Democrazia Cristiana (DC)                                | 525.118   | 30,1 | 14    |
| Partito Comunista Italiano (PCI)                         | 467.705   | 26,8 | 12    |
| Partito Liberale Italiano (PLI)                          | 164.801   | 9,4  | 4     |
| Movimento Sociale Italiano (MSI)                         | 161.403   | 9,3  | 4     |
| Partito Socialista Italiano (PSI)                        | 157.333   | 9,0  | 4     |
| Partito Socialista Democratico Italiano (PSDI)           | 142.876   | 8,2  | 4     |
| Partito Socialista Italiano di Unità Proletaria (PSIUP)  | 39.174    | 2,3  | 1     |
| Partito Repubblicano Italiano (PRI)                      | 38.190    | 2,2  | 1     |
| Partito Democratico Italiano di Unità Monarchica (PDIUM) | 26.052    | 1,5  | 1     |
| Nuova Repubblica                                         | 7.436     | 0,4  | -     |
| Totale                                                   | 1.743.753 |      | 45    |

### Provincia di Foggia
| Liste                                                    | Voti    | %    | Seggi |
| -------------------------------------------------------- | ------- | ---- | ----- |
| Democrazia Cristiana (DC)                                | 110.935 | 35,3 | 11    |
| Partito Comunista Italiano (PCI)                         | 104.923 | 33,4 | 10    |
| Partito Socialista Italiano (PSI)                        | 27.913  | 8,9  | 3     |
| Partito Socialista Democratico Italiano (PSDI)           | 18.798  | 6,0  | 2     |
| Movimento Sociale Italiano (MSI)                         | 16.010  | 5,1  | 1     |
| Partito Liberale Italiano (PLI)                          | 12.874  | 4,1  | 1     |
| Partito Democratico Italiano di Unità Monarchica (PDIUM) | 10.982  | 3,5  | 1     |
| Partito Socialista Italiano di Unità Proletaria (PSIUP)  | 9.767   | 3,1  | 1     |
| Partito Repubblicano Italiano (PRI)                      | 1.916   | 0,6  | -     |
| Totale                                                   | 314.118 |      | 30    |

## Elezioni provinciali di novembre

### Provincia di Trieste
| Liste                                                         | Voti   | %     | Seggi |
| ------------------------------------------------------------- | ------ | ----- | ----- |
| Democrazia Cristiana (DC)                                     | 62.957 | 30,96 | 8     |
| Partito Comunista Italiano (PCI)                              | 45.344 | 22,30 | 6     |
| Partito Socialista Unificato                                  | 24.710 | 12,15 | 3     |
| Partito Liberale Italiano (PLI)                               | 23.221 | 11,42 | 3     |
| Movimento Sociale Italiano (MSI)                              | 19.102 | 9,39  | 2     |
| Movimento per l'Indipendenza del Territorio Libero di Trieste | 9.129  | 4,49  | 1     |
| Unione Democratica Slovena (UDS)                              | 6.917  | 3,40  | 1     |
| Partito Repubblicano Italiano (PRI)                           | 4.708  | 2,31  | -     |
| Partito Socialista Italiano di Unità Proletaria (PSIUP)       | 4.383  | 2,15  | -     |
| Partito Democratico Italiano di Unità Monarchica (PDIUM)      | 1.585  | 0,77  | -     |
| Altre liste                                                   | 1.280  | 0,93  | -     |
| Totale                                                        |        |       | 24    |

### Provincia di Massa-Carrara
| Liste                                                   | Voti   | %     | Seggi |
| ------------------------------------------------------- | ------ | ----- | ----- |
| Democrazia Cristiana (DC)                               | 37.344 | 31,51 | 8     |
| Partito Comunista Italiano (PCI)                        | 28.963 | 24,44 | 6     |
| Partito Socialista Unificato                            | 22.057 | 18,61 | 5     |
| Partito Repubblicano Italiano (PRI)                     | 12.350 | 10,42 | 2     |
| Partito Socialista Italiano di Unità Proletaria (PSIUP) | 9.168  | 7,73  | 2     |
| Movimento Sociale Italiano (MSI)                        | 5.193  | 4,38  | 1     |
| Partito Liberale Italiano (PLI)                         | 3.418  | 2,88  | -     |
| Totale                                                  |        |       | 24    |